# 144 km (obwód nowogrodzki)
144 km (ros. 144 км) – przystanek kolejowy w miejscowości Griady, w rejonie małowiszerskim, w obwodzie nowogrodzkim, w Rosji. Położony jest na linii Petersburg – Moskwa.